# Castilla moderna
Castilla moderna fue un semanario que se publicó en La Habana a inicios del siglo XX.
Dirigida por el poeta y periodista leonés Vidal González, que llegó a La Habana en 1907. En 1912, González era director del semanario Castilla moderna. Sus poemas vieron la luz en DM, DE y en Castilla. 
Autor de Añoranzas leonesas: ambiente de Castilla (1913). Se marchó de la isla en 1915, tras haber ocupado la secretaría de redacción de la revista Apolo. Se estableció en México, donde todavía vivía en 1954. Ese año hizo una visita a España.